# Victor Potel
Victor Potel (12 de octubre de 1889 – 8 de marzo de 1947) fue un actor cinematográfico de nacionalidad estadounidense, cuya carrera de 38 años de duración se inició en la época del cine mudo, trabajando en un total de más de 400 filmes.

## Biografía
Nacido en Lafayette, Indiana, comenzó a actuar en el cine casi al mismo tiempo que empezaba a desarrollarse la industria cinematográfica estadounidense de carácter comercial. Su primer film fue el corto de 1910 rodado en Chicago por Essanay Studios A Dog on Business.  Potel siguió trabajando para Essanay, actuando en docenas de filmes al año, entre ellos la mayoría de los rodados por Broncho Billy Anderson, interpretando al personaje "Slippery Sam" en 80 películas. También trabajó para la serie de Universal Pictures "Snakeville".
La primera película sonora de Potel fue Melody of Love, protagonizada por Walter Pidgeon, y rodada por Universal en 1928. Continuó actuando de manera continua y constante en el cine sonoro, haciendo pequeños papeles , algunos de ellos sin títulos de créditos, y casi todos de carácter cómico gracias a su aspecto físico.
Además de actuar, en varias ocasiones Potel también escribió y dirigió. En los años 1920 dirigió dos cortos, The Rubber-Neck en 1924 y Action Craver en 1927, contribuyendo al guion de Saxophobia en 1927. En la década siguiente, y ya en el cine sonoro, fue director de diálogos de The Big Chance (1933), escribiendo la historia de Inside Information en 1934. En 1935 también trabajó en el guion de Million Dollar Haul y de Hot Off the Press. Potel formó parte en los años 1940 de la compañía de actores de Preston Sturges, actuando en nueve filmes escritos y dirigidos por Sturges.
Victor Potel continuó trabajando hasta el momento de su muerte, ocurrida el 8 de marzo de 1947 en Hollywood, California. Su última película, Relentless, se acabó de rodar el 28 de febrero de ese año.

## Selección de su filmografía

### 1911
- The Count and the Cowboys, de Broncho Billy Anderson (1911)
- The Border Ranger, de Broncho Billy Anderson (1911)
- The Two Reformations, de Broncho Billy Anderson (1911)
- Hank and Lank: They Make a Mash, de Broncho Billy Anderson (1911)
- The Bad Man's Downfall, de Broncho Billy Anderson (1911)
- On the Desert's Edge, de Broncho Billy Anderson (1911)
- Across the Plains, de Broncho Billy Anderson y Thomas H. Ince (1911)
- The Sheriff's Chum, de Broncho Billy Anderson (1911)
- The Indian Maiden's Lesson, de Broncho Billy Anderson (1911)
- The Bunco Game at Lizardhead, de Broncho Billy Anderson (1911)
- The Puncher's New Love, de Broncho Billy Anderson (1911)
- Alkali Ike's Auto, de Broncho Billy Anderson (1911)
- The Infant at Snakeville, de Broncho Billy Anderson (1911)
- A Hungry Pair (1911)
- The Corporation and the Ranch Girl, de Broncho Billy Anderson (1911)
- Mustang Pete's Love Affair, de E. Mason Hopper (1911)
- Mr. Wise, Investigator, de E. Mason Hopper (1911)
- The Two Fugitives, de Broncho Billy Anderson (1911)
- Broncho Bill's Last Spree, de Broncho Billy Anderson (1911)
- The Strike at the Little Jonny Mine, de Broncho Billy Anderson (1911)
- Town Hall, Tonight, de Broncho Billy Anderson (1911)
- The Forester's Plea, de Broncho Billy Anderson (1911)
- The Desert Claim, de Arthur Mackley (1911)
- Broncho Billy's Christmas Dinner, de Broncho Billy Anderson (1911)
- Broncho Billy's Adventure, de Broncho Billy Anderson (1911)

### 1912
- A Child of the West, de Broncho Billy Anderson (1912)
- The Tenderfoot Foreman, de Broncho Billy Anderson (1912)
- The Loafer, de Arthur Mackley (1912)
- Widow Jenkins' Admirers, de Broncho Billy Anderson (1912)
- The Oath of His Office, de Broncho Billy Anderson (1912)
- Broncho Billy and the Schoolmistress, de Broncho Billy Anderson (1912)
- The Prospector's Legacy, de Broncho Billy Anderson (1912)
- The Biter Bitten, de Broncho Billy Anderson (1912)
- The Ranch Girl's Mistake, de Broncho Billy Anderson (1912)
- Alkali Ike Bests Broncho Billy, de Broncho Billy Anderson (1912)
- On the Cactus 'Trail, de Broncho Billy Anderson (1912)
- Broncho Billy's Narrow Escape, de Broncho Billy Anderson (1912)
- A Story of Montana, de Broncho Billy Anderson (1912)
- Broncho Billy's Pal, de Broncho Billy Anderson (1912)
- The Loafer's Mother, de Arthur Mackley (1912)
- Alkali Ike Plays the Devil, de Broncho Billy Anderson (1912)
- Broncho Billy for Sheriff, de Broncho Billy Anderson (1912)
- A Woman of Arizona, de Arthur Mackley (1912)
- Alkali Ike's Pants, de Broncho Billy Anderson (1912)
- An Indian Sunbeam, de Broncho Billy Anderson (1912)
- Alkali Ike Stung!, de Broncho Billy Anderson (1912)
- The Shotgun Ranchman, de Arthur Mackley (1912)
- The Tomboy on Bar Z, de Broncho Billy Anderson (1912)
- An Indian's Friendship, de Broncho Billy Anderson (1912)
- Alkali Ike's Close Shave, de Broncho Billy Anderson (1912)
- Broncho Billy's Heart, de Broncho Billy Anderson (1912)
- Broncho Billy's Mexican Wife, de Broncho Billy Anderson (1912)
- Broncho Billy's Love Affair, de Broncho Billy Anderson (1912)
- Broncho Billy's Promise, de Broncho Billy Anderson (1912)

### 1913
- Broncho Billy's GunPlay, de Broncho Billy Anderson (1913)
- The Making of Broncho Billy, de Broncho Billy Anderson (1913)
- Broncho Billy and the Sheriff's Kid, de Broncho Billy Anderson (1913)
- Broncho Billy and the Squatter's Daughter, de Broncho Billy Anderson (1913)
- Broncho Billy's Sister, de Broncho Billy Anderson (1913)
- Broncho Billy's Gratefulness, de Broncho Billy Anderson (1913)
- The Accusation of Broncho Billy, de Broncho Billy Anderson (1913)
- Alkali Ike's Homecoming, de Broncho Billy Anderson (1913)
- Alkali Ike's Misfortunes
- Alkali Ike and the Hypnotist
- Broncho Billy and the Western Girls, deBroncho Billy Anderson (1913)
- Alkali Ike's Gal, regia di Jess Robbins (1913)
- The Sheriff of Cochise
- Hard Luck Bill (1913)
- Broncho Billy Reforms, de Broncho Billy Anderson (1913)
- Why Broncho Billy Left Bear Country, de Broncho Billy Anderson (1913)
- Broncho Billy's Oath, de Broncho Billy Anderson (1913)
- Broncho Billy Gets Square, de Broncho Billy Anderson (1913)
- Alkali Ike and the Wildman, de Broncho Billy Anderson (1913)
- The Last Laugh, de Jess Robbins (1913)
- The End of the Circle, de Jess Robbins (1913)
- Broncho Billy's First Arrest, de Broncho Billy Anderson (1913)
- Sophie's Hero
- A Romance of the Hills
- Broncho Billy's Squareness, deBroncho Billy Anderson (1913)
- The Three Gamblers, de Broncho Billy Anderson (1913)
- Sophie's New Foreman
- Broncho Billy's Christmas Deed, de Broncho Billy Anderson (1913)
- That Pair from Thespia
- A Snakeville Courtship (1913)

### 1914
- The Awakening at Snakeville, de Jess Robbins (1914)
- Snakeville's New Doctor, de Broncho Billy Anderson (1914)
- Broncho Billy, Guardian, de Broncho Billy Anderson (1914)
- A Night on the Road, de Lloyd Ingraham (1914)
- Broncho Billy and the Bad Man, de Broncho Billy Anderson (1914)
- What Came to Bar Q, de Lloyd Ingraham (1914)
- Broncho Billy and the Red Man, de Broncho Billy Anderson (1914)
- A Gambler's Way, de Lloyd Ingraham (1914)
- The Weaker's Strength
- Sophie Picks a Dead One
- Snakeville's Fire Brigade
- Sophie's Birthday Party
- A Hot Time in Snakeville
- The Atonement
- Dan Cupid: Assayer
- The Coming of Sophie's 'Mama'
- Snakeville's New Sheriff
- High Life Hits Slippery Slim
- Slippery Slim and the Stork
- Pie for Sophie
- A Snakeville Epidemic, de Roy Clements (1914)
- Broncho Billy's Sermon
- Slippery Slim's Stratagem
- Broncho Billy's Leap
- Sophie Starts Something
- Sophie Pulls a Good One
- The Good-for-Nothing
- The Snakeville Volunteer
- Broncho Billy and the Mine Shark, de Broncho Billy Anderson (1914)
- The Wooing of Sophie, de Roy Clements (1914)
- Sophie Finds a Hero, de Roy Clements (1914)
- Sophie Gets Stung
- Slippery Slim -- Diplomat
- Snakeville's New Waitress
- Slippery Slim's Inheritance
- Snakeville's Home Guard
- Slippery Slim's Dilemma
- Broncho Billy's Fatal Joke
- Slippery Slim and His Tombstone, de Roy Clements (1914)
- Broncho Billy Wins Out
- Slippery Slim and the Claim Agent
- Broncho Billy's Wild Ride
- Slippery Slim and the Fortune Teller
- When Macbeth Came to Snakeville
- Broncho Billy, the Vagabond, de Broncho Billy Anderson (1914)
- Snakeville's Most Popular Lady
- Broncho Billy, a Friend in Need
- Sophie's Legacy
- Slippery Slim and the Green-Eyed Monster
- Slippery Slim Gets Cured
- When Slippery Slim Met the Champion, de Roy Clements (1914)
- Snakeville's Peacemaker
- Slippery Slim, the Mortgage and Sophie
- Snakeville and the Corset Demonstrator
- Slippery Slim and the Impersonator
- Sophie and the Man of Her Choice
- The Tell-Tale Hand, de Broncho Billy Anderson (1914)
- A Horse on Sophie, de Roy Clements (1914)
- Snakeville's Reform Wave
- Sophie's Fatal Wedding
- Sophie's Sweetheart
- Snakeville's Blind Pig
- Slippery Slim Gets Square
- Broncho Billy and the Sheriff's Office
- Snakeville's Rising Sons

### 1915
- The Battle of Snakeville, de Roy Clements (1915)
- When Slippery Slim Went for the Eggs
- Broncho Billy and the Sisters
- When Love and Honor Called
- Sentimental Sophie
- When Slippery Slim Bought the Cheese
- Sophie's Homecoming
- Slim the Brave and Sophie the Fair
- Snakeville's Beauty Parlor
- Broncho Billy and the Vigilante, de Broncho Billy Anderson (1915)
- Sophie Changes Her Mind
- Slippery Slim's Wedding Day
- Mustang Pete's Pressing Engagement
- A Horse of Another Color (1915)
- Two Bold, Bad Men
- A Coat Tale
- Ingomar of the Hills, de Broncho Billy Anderson (1915)
- Sophie's Fighting Spirit
- The Undertaker's Uncle
- How Slippery Slim Saw the Show
- His Regeneration, de Broncho Billy Anderson (1915)
- The Revenue Agent
- A Bunch of Matches
- The Bachelor's Burglar
- Sophie and the Fakir
- Broncho Billy and the Land Grabber
- Others Started It, But Sophie Finished
- Snakeville's Twins
- The Bell-Hop
- Broncho Billy Steps In
- Broncho Billy's Marriage, de Broncho Billy Anderson (1915)
- Versus Sledge Hammers, de Roy Clements (1915)
- Broncho Billy and the Card Sharp
- Snakeville's Hen Medic
- The Convict's Threat
- Snakeville's Weak Women
- When Snakeville Struck Oil, de Roy Clements (1915)
- By Return Male
- When Beauty Butts In
- The Night That Sophie Graduated
- Bill's Plumber and Plumber's Bill
- Snakeville's Eugenic Marriage
- When Willie Went Wild
- Safety First and Last
- Jack Spratt and the Scales of Love, de Roy Clements (1915)
- Slim Fat or Medium
- Snakeville's Champion
- Snakeville's Debutantes

### 1916
- Hired, Tired and Fired
- I'll Get Her Yet
- Some Heroes
- Ain't He Grand?
- The Gasoline Habit
- The Town That Tried to Come Back
- Love Laughs at Dyspepsia
- When Slim Was Home Cured
- When a Wife Worries
- When Slim Picked a Peach
- The Three Slims
- Baseball Bill -- Flirting with Marriage
- Just a Few Little Things
- What Darwin Missed
- His Last Scent
- Room Rent and Romance
- A Safe Proposition

### 1917
- The Road Agent
- Hearts and Saddles
- Baseball Madness
- Two Laughs, de Wallace Beery y Roy Clements (1917)
- Pete's Pants, de Wallace Beery y Roy Clements (1917)
- A Milk-Fed Vamp, de David Kirkland (1917)
- His Smashing Career, de Henry Lehrman (1917)

### 1918
- Shadows of Her Pest, de Henry Lehrman (1918)
- A Self-Made Lady, de David Kirkland (1918)
- Who's Your Father?, de Tom Mix (1918)
- The Slow Express, de Roy Clements (1918)

### 1919
- Captain Kidd, Jr., de William Desmond Taylor (1919)
- Full of Pep
- The Amateur Adventuress
- The Outcasts of Poker Flat
- The Petal on the Current, de Tod Browning (1919)
- In Mizzoura, de Hugh Ford (1919)

### 1920/1948
- Water, Water, Everywhere
- The Heart of a Child, de Ray C. Smallwood (1920)
- Refuge, de Victor Schertzinger (1923)
- Anna Christie, de John Griffith Wray y Thomas H. Ince (1923)
- Reno, de Rupert Hughes (1923)
- What Price Beauty?, de Tom Buckingham (1925)
- Special Delivery, de Roscoe Arbuckle (1927)
- Lingerie, de George Melford (1928)
- El virginiano, de Victor Fleming (1929)
- The Virtuous Sin, de George Cukor y Louis J. Gasnier (1930)
- The Bad One, de George Fitzmaurice (1930)
- Paradise Island, de Bert Glennon (1930)
- Ten Cents a Dance, de Lionel Barrymore (1931)
- El prófugo, de Cecil B. DeMille (1931)
- Mississippi, de A. Edward Sutherland y Wesley Ruggles (1935)
- Adventure's End, de Arthur Lubin (1937)
- Can't Help Singing, de Frank Ryan (1944)
- Relentless, de George Sherman (1948)